# Цехмістер Ярослав Володимирович
Цехмістер Ярослав Володимирович  (*18 жовтня 1968) — український вчений у галузі медичної і біологічної фізики, професійної освіти, теорії і методики викладання, допрофесійної підготовки на медичні спеціальності, педагог, організатор та адміністратор вищої медичної освіти, кандидат фізико-математичних наук (1995), доктор педагогічних наук (2002), Лауреат премії для молодих вчених в галузі фізики Національної академії наук України (2001), професор (2003),Заслужений працівник освіти України (2007), магістр фармації (2013), магістр публічного права (2017), професор з освіти та менеджменту охорони здоров'я (Honoris Causa), Відкритого університету ліберальних наук, США (2017), Східно-Європейської мережі університетів, Люблін (2018), запрошений професор Люблінського католицького університету імені Яна Павла ІІ, Люблін (2018), дійсний член Національної академії педагогічних наук України (відділення загальної педагогіки та філософії освіти, 2019).
Учень доктора фізико-математичних наук, професора, Заслуженого діяча науки і техніки України, член-кореспондента Національної академії педагогічних наук України, завідувача кафедрою медичної і біологічної фізики Національного медичного університету імені О. О. Богомольця Олександра Васильовича Чалого.

З 1 серпня 2014 року обраний за конкурсом першим проректором з науково-педагогічної роботи. Наказом МОЗ України від 23.04.2018 № 18-О призначений в.о. ректора (до 14 серпня 2018 року).

## Життєпис
Ярослав Цехмістер народився у Києві, в родині службовців.
У 1985 році закінчив із золотою медаллю спеціалізовану англійську школу № 159 м. Києва, Малу Академію Наук (відділення «математика») при Київському Палаці дітей та юнацтва, заочну фізико-технічну школу МФТІ. Неодноразово був переможцем олімпіад та конкурсів з математики і фізики.
За особливі успіхи у навчанні був нагороджений відзнакою «За відмінне навчання» та путівкою до Міжнародного дитячого центру «Артек» (АР Крим, Україна).
У 1985 році вступив на механіко-математичний факультет Київського державного університету імені Т. Г. Шевченка, навчання завершив у 1990 році, отримав диплом за спеціальністю «математик», із присвоєнням кваліфікації «Математик. Викладач» по кафедрі теорії ймовірностей і математичної статистики (завідувач кафедрою — видатний вчений -математик, член-кореспондент НАН України, доктор фізико-математичних наук, професор Ядренко Михайло Йосипович (1932—2004).
Наукову роботу розпочав на другому курсі у спеціалізованому конструкторському бюро «Спектр», яке входило до складу механіко-математичного факультету Київського національного університету імені Тараса Шевченка і виконувало обчислювальні замовлення військової та космічної промисловості (засновник і керівник — Сільве́стров Дмитро Сергійович — доктор фізико-математичних наук, професор кафедри теорії ймовірностей та математичної статистики Київського державного університету імені Т. Г. Шевченка, з 1999 року — професор кафедри математики та фізики Меларда́ленського університету (Швеція).
Проходив стажування за кордоном.
У 1986—1989 рр. працював командиром студентського будівельного загону «Світанок», який визнавався кращим серед вищих навчальних закладів країни. Будував житло для евакуйованих із зони відчуження ЧАЕС у м. Славутич (Київська область), Ріпкинському, Семенівському, Новгород-Сіверському районах (Чернігівська область).
Разом із групою студентів і випускників механіко-математичного факультету Київського державного університету імені Т. Г. Шевченка брав активну участь у засіданнях Українського культурологічного клубу, Української студентської спілки, організаційних заходах І-го з'їзду Народного Руху України (1989) та революції на граніті (1990).

Дипломну роботу: «Особливості перехідних процесів у нелінійних відкритих дисипативних системах різної природи» (1990) виконав під науковим керівництвом завідувача кафедрою медичної і біологічної фізики та інформатики Національного медичного університету імені О. О. Богомольця, член-кореспондента НАПН України, доктора фізико-математичних наук, професора Чалого Олександра Васильовича.
Після закінчення університету, того ж року розпочав роботу за фахом у Київському медичному інституті імені О. О. Богомольця на посаді старшого лаборанта, викладача кафедри медичної і біологічної фізики з курсом інформатики.
З 1990 року постійно працює в Київському медичному інституті імені О. О. Богомольця, Українському державному медичному університеті імені О. О. Богомольця (з 1992), Національному медичному університеті імені О. О. Богомольця (з 1995): асистентом (з 1991), доцентом (з 1999), професором (з 2003) кафедри медичної і біологічної фізики та інформатики.
Заступник декана медичного факультету (1992—1994), медичного факультету № 4 (1994—1996).
Учасник групи Урядового Плану дій на основі Меморандуму про співробітництво між Україною та провінцією Саскачеван (Канада,1995).
У цей період почав розробляти новий науковий напрям — допрофесійна підготовка на медичні спеціальності в умовах технологічної моделі ліцей-університет, стратегічним каталізатором якого став видатний вчений і подвижник медичної освіти, академік АМН СРСР, НАН, НАМН, НАПН України, ректор Національного медичного університету імені О. О. Богомольця (1984—2003), доктор медичних наук, професор — Гончарук Євген Гнатович (1930—2004).
Вирішальна підтримка у науковому експерименті була надана видатним мікробіологом, вірусологом і педагогом, академіком НАН і НАМН України, доктором медичних наук, професором, проректором з навчальної роботи Національного медичного університету імені О. О. Богомольця (1990—2003) — Широбоковим Володимиром Павловичем.
Безпосереднє консультування науковою роботою, фундаментальні результати якої забезпечили важливий пріоритет Національного медичного університету імені О. О. Богомольця у теорії і методиці професійної освіти, зокрема, технологій допрофесійної підготовки на медичні спеціальності, було здійснено видатним вченим фізиком і педагогом, член-кореспондентом НАПН України, доктором фізико-математичних наук, професором, переможцем програми Фулбрайта — Чалим Олександром Васильовичем.
Помічник ректора з довузівської підготовки (з 12.03.1997), директор Українського медичного ліцею Національного медичного університету імені О. О. Богомольця (з 16.07.1997).
Помічник-консультант Голови Верховної Ради України, Народного депутата України Плюща Івана Степановича:
2002—2006 (4-е скликання), 2007—2012 (6-е скликання).
Учасник Помаранчевої революції (2004), член Народного Руху України та політичного блоку «Наша Україна» (до 2011). Учасник програм Корпусу миру США в Україні (2010—2012).
Першим серед проректорів університету на нових засадах був обраний за конкурсом на посаду проректора з науково-педагогічної роботи та довузівської підготовки (2005), обраний за конкурсом першим проректором з науково-педагогічної роботи Національного медичного університету імені О. О. Богомольця (з 2014).
Наказом МОЗ України від 23.04.2018 № 18-О призначений в.о. ректора Національного медичного університету імені О. О. Богомольця (до 14 серпня 2018 року).

## Університетське навчання
- Спеціаліст. Теорія ймовірності та математична статистика Київський національний університет імені Тараса Шевченка (1985—1990).
- Магістр. Фармація. Запорізький державний медичний університет. Диплом з відзнакою (2008—2013).
- Магістр. Публічне право. Київський Національний університет імені Тараса Шевченка. Диплом з відзнакою (2013—2017).
- Курс з лідерства та менеджменту в системі охорони здоров'я. Вашингтонський Університет, США (2015)
- Курс з математичної біостатистики. Диплом з відзнакою. Департамент біостатистики, Блумбергська Школа Публічного здоров'я Університету Джона Гопкінса, США (2015).

## Наукова кар'єра
- Публічний захист дисертації на здобуття наукового ступеню кандидата фізико-математичних наук Київський національний університет імені Тараса Шевченка « Біфуркація Хопфа і Т'юрінга у флуктуаційних моделях процесів самоорганізації». Спеціальність 01.04.14-теплофізика і молекулярна фізика. Науковий керівник: член-кореспондент НАПН України, професор Олександр Чалий (1995).
- Лауреат премії для молодих вчених НАН України в галузі фізики за цикл наукових робіт присвячених явищам самоорганізації у моделях різної природи (2001).
- Вчене звання Доцент кафедри медичної та біологічної фізики. Звання отримано в Національному медичному університеті імені О. О. Богомольця (2001).
- Публічний захист дисертації на здобуття наукового ступеню доктора педагогічних наук «Теорія і практика допрофесійної підготовки учнів у ліцеях медичного профілю при вищих навчальних закладах» в Національній академії педагогічних наук України. Спеціальність 13.00.04 — теорія і методика професійної освіти. Науковий консультант: член-кореспондент НАПН України, професор Олександр Чалий (2002).
- Вчене звання професор кафедри медичної та біологічної фізики. Звання отримано в Національному медичному університеті імені О. О. Богомольця (2003).
- Член-кореспондент Національної академії педагогічних наук України (відділення загальної педагогіки та філософії освіти, з 2016).
- Професор з освіти та менеджменту охорони здоров'я (Honoris Causa), Відкритий університет ліберальних наук, США (2017).
- Професор Східно-Європейської мережі університетів, Люблін (2018). Запрошений Професор Люблінського католицького університету імені Яна Павла ІІ, Люблін (2018).
- Академік Національної академії педагогічних наук України (відділення загальної педагогіки та філософії освіти, з 2019).
- Науковець на основі синергетичного підходу, який використовує досягнення сучасної теорії фазових переходів, дослідив нові флуктуаційні моделі процесів самоорганізації, а саме: характер особливих точок і стійкість розв'язків для досліджуваних моделей; показано, що для флуктуаційних моделей, наближених до моделі брюселятора, можливе при певних умовах виникнення просторових впорядкованих структур; для флуктуаційної моделі з четверною взаємодією флуктуацій параметрів порядку знайдені умови утворення часових впорядкованих структур; сформульовані умови виникнення біфуркацій Хопфа (Heinz Hopf) для флуктуаційних моделей процесів самоорганізації при різних співвідношеннях між параметрами характеристичного дисперсійного рівняння, спеціальну увагу приділено вивченню можливості виникнення граничного циклу; знайдені критерії дифузійної нестійкості, які були застосовані до аналізу виникнення біфуркації Т'юрінга (Alan Mathison Turing) для флуктуаційних моделей об'єктів, ізоморфних хімічно (біохімічно) реагуючим системам поблизу межі їх стійкості. Отримані результати стали важливими для ефективного аналізу широкого класу синергетичних проблем, а також з'ясування реакцій на зовнішні впливи і керування цими процесами.
- За допомогою теоретичних критеріїв виникнення біфуркацій Хопфа і Т'юрінга (Alexandroff P., Hopf H. Topologie. Bd.1. — Berlin: Springer, 1935.
- Hopf H. Differential geometry in the large. — Lecture Notes in Mathematics. Vol. 1000. Berlin: Springer, 1983.; Turing, A. M. (1952). «The Chemical Basis of Morphogenesis». Philosophical Transactions of the Royal Society B: Biological Sciences 237 (641): 37-72. doi:10.1098/rstb.1952.0012) створена можливість більш строгим чином побудувати фундаментальну молекулярну теорію утворення когерентних структур у відкритих системах, включаючи біооб'єкти.
- Науковець зробив вагомий внесок у розвиток теоретико-методологічних та методичних засад допрофесійної підготовки з точки зору її цілісності й невід'ємності від системи неперервної професійної освіти. Ним розроблено оригінальну концепцію допрофесійної підготовки учнів в умовах ліцею медичного профілю, створені технологічна модель допрофесійної підготовки учнів у ліцеї медичного профілю та засоби її реалізації, розроблений науково-методичний комплекс щодо формування змісту допрофесійної підготовки учнів на медичні спеціальності, навчальні програми природничого, гуманітарного та спеціального циклів, які знайшли своє відображення у монографіях, посібниках, рекомендаціях та багатьох наукових статтях.
- Розробляючи проблематику психолого-педагогічних основ допрофесійної підготовки, вчений довів організаційно-педагогічні умови діяльності медичних ліцеїв у структурі вищих медичних (фармацевтичних) навчальних закладів, зовнішні та внутрішні критерії ефективності допрофесійної підготовки, які були впроваджені в Українському медичному ліцеї Національного медичного університету імені О. О. Богомольця, який працює вже двадцять сім років і випустив понад дві з половиною тисячі учнів, також інших профільних навчальних закладах.
- Сучасні дослідження науковця присвячені проблемі суб'єктності фахівця медичного профілю. Запропоновано авторську модель визначення когнітивної детермінації професійного розвитку з урахуванням: індивідуального пізнання, параметрів навчання, прогнозованих типів кодування, засвоєння інформації, теоретичного, практичного та міждисциплінарного типів переносу знань. Принципове значення в дослідженнях набула проблематика метакогнітівної поведінки, прогностичної компетентності, самоефективності та професійної надійності майбутніх лікарів, технологія педагогічної супервізії підготовки фахівців.
- Створив потужну наукову школу з розробки теорії і методики допрофесійної підготовки на медичні спеціальності та неперервної професійної освіти.
- Автор понад 360 наукових праць, серед яких — 14 монографій та підручників, має 12 авторських свідоцтв та патентів.
- Під його науковим керівництвом захищено 4 докторських та 17 кандидатських дисертацій.
- Голова спеціалізованої вченої ради Національного медичного університету імені О. О. Богомольця зі спеціальності 13.00.02 «Теорія та методика навчання (медичні та фармацевтичні дисципліни)», 13.00.04 «Теорія і методика професійної освіти» (до 2019), головний науковий редактор з наук про освіту та менеджмент журналу «Fundamental and applied researches in practice of leading scientific schools» (Канада, з 2014), з наук про освіту журналу Journal «American Journal of Fundamental, Applied & Experimental Research» (США, з 2016), член редакційної ради «Roczniki Nauk o Rodzinie i Pracy Socjalnej» (Poland, 2018), головний редактор журналу «Biomedical Engineering and Technology» (з 2018), голова редакційної ради «Scientific Courier of Ukrainian Medical Lyceum of the O.O.Bogomolets National Medical University» (з 2010).
- Учасник міжнародних грантових програм на виконання перспективних наукових досліджень Фонду «Відродження», INTAS, НАТО, європейських проектів «Visiting Professor of Middle-Eastern Europe» KU (Poland, Lublin).

## Основні наукові праці
- Tsekhmister, Ya., Chalyi, A., Chernenko, L. (1991). Spatio — termporal structures in living systems with long-range coherent behavior. 7th International confernce on Surface and Colloid science, Compiegne, France; (01/1991)
- Tsekhmister, Ya., Chalyi, A., Chernenko, L. (1991). Mathetical simulation of spatio — temporal structures in biomedical systems with long — range coherence. IX International conference on Medical and Biological engine-ring and IX International conference on medical physics, Kyoto, Japan; (01/1991)
- Tsekhmister, Ya., Chalyi, A. (1993). Fluctuatinal models of self — organization.. Ukrainian-French Symposium « Condensed Matter: Science and Industry», Lviv; (01/1993)
- Tsekhmister, Ya., Chalyi, A. (1997). Hopf and Turing bifurcation in fluctuatinal models of self — organization. Condensed Matter Physics (01/1997).
- Tsekhmister, Ya., Chalyi, A. (2001). Didactic principles of the pre-professional preparations learning of Liceum. 7th General Forum `The Momentum of Physics in Europe not a Mystical Cause of the European Physics Education Network (EUPEN), Uppsala (SE); (01/2001)
- Tsekhmister, Ya. (2003). Computational analysis of periodic gravity waves on a free water surface in the vicinity of limiting steepness. Conference computational physics. Bulletin of the American physical Society., San Diego, California, USA; (01/2003)
- Tsekhmister, Ya. (2003).Integration Synergetic Processes in Physics Education. 7th General Forum "The Momentum of Physiccss in Europe not a Mystical Cause of the European Physiccss Education Network (EUPEN), Uppsala (SE); (01/2003)
- Tsekhmister, Ya., Gandzha, I., Chernenko, L., Lukomsky, V., Chalyi. A. (2003). Singular fourier approximations for calculating potential water waves on infinite depts. The 5Th Euromech fluid mechanics conference, Toulouse, France; (01/2003)
- Tsekhmister, Ya., Gandzha, I., Chernenko, L., Lukomsky, V. (2003). Comparison of ordinary and singular fourier approximations for steep gravity and gravity-capillary waves on deep water. The 28th General Assembly of the European Geophysical Society, Nice, France; (04/2003)
- Tsekhmister, Ya., Chalyi, A., Bulavin, L., Chernenko, L., Chalyy, K. (2005). Critical Dynamics of Licuid Mixtures in Reduced Geometry. 17th Eurohean Conference on Thermophysical Properties, Bratislava (Slovakia); (01/2005)
- Tsekhmister, Ya. (2008). Trends and Perspectives of Medical Physics Education in Ukraine. European Conference on Medical Physics and Engineering, Kraków (Poland); (01/2008)
- Tsekhmister, Ya. (2008). Mesoscale Confined Liquids near Criticality: Diffusion and Thermodiffusion Properties. 22nd General Conference of the Condensed Matter Division of the European Physical Society, Rome (Italy); (01/2008)
- Tsekhmister, Ya., Chalyy, K., Chalyi, A. (2009). Teaching and Learning of Medical Physics and Biomedical Engineering in Ukrainian Medical Universities. IFMBE proceedings 01/2009; 25(12):383-384.
- Tsekhmister, Ya., Bulavin, L., Chekhun, V., Chalyi, A., Chernenko, L., Chalyy, K. (2009). Fundamentals and Medical Applications of Neutron and Light Spectroscopy of Confined Liquids. IFMBE proceedings 01/2009; 25(13):197-199., DOI:10.1007/978-3-642-03895-2_57
- Tsekhmister, Ya. V., Chalyi, A. V., Chalyy, K. A. (2010). Teaching and Learning of Medical Physics and Biomedical Engineering in Ukrainian Medical Universities. World Congress on Medical Physics and Biomedical Engineering, September 7 — 12, 2009, Munich, Germany, 01/2010: pages 383—384; , DOI:10.1007/978-3-642-03893-8_110
- Цехмістер, Я. В. (2008). Генетика. Медична Освіта. (Ред. В. Г. Кремень)Енциклопедія освіти/Акад.пед. наук України. Київ: Юрінком Інтер.
- Цехмістер, Я. В. (1999). Медична освіта в системі вищої освіти розвинутих країн світу. (Ред. Ничкало, Н. Г. Сучасна вища школа: психолого — педагогічний аспект. Київ: ІПППО
- Цехмістер, Я. В. (2002). Допрофесійна підготовка учнів у ліцеї медичного профілю: теорія і практика. Київ: Наукова думка.
- Tsekhmister, Ya. (2013). Self study as part of pharmacists professionally-oriented competencies formation. European Science and Technology. V international research and practice conference, Munich, (Germany); (01/2013)
- Tsekhmister, Ya. (2014). Pharmaceutical Definition Dictionary for Students and Staff: about 1000 entries. Тов. "Всеукраїнське Спеціалізоване видавництво «Медицина».
- Tsekhmister, Ya. (2015). Carbon (II) monoxide as a subject for poisons studying of study on discipline «Toxicological Chemistry» ("Criminal Analysis’) at the Pharmaceutical department of the National Medical University in Ukraine. 01/2015;
- Tsekhmister, Ya. (2016). The social and educational inclusion of IDPs students in Ukraine. Międzynarodową Konferencję Naukową: Inkluzja społeczna — kontekst psychospołeczny, Люблін; 01/2016
- Tsekhmister, Ya. (2016). Psycho-pedagogical analysis of traditions of training of health care professionals in Ukraine. International scientific-practical conference «Recent psychological technologies: achievements, trends, perspectives», Florida, USA; (01/2016)
- Біографічний словник завідувачів кафедр та професорів: Науково-біографічне видання з історичним нарисом: До 175-річчя Національного медичного університету імені О. О. Богомольця. 1841—2016; у 2 томах. Т. 1. Медичний факультет Університету Св. Володимира. 1841—1919 / І. М. Полякова, В. П. Шипулін, Г. Ю. Голубєва [та ін.] ; за редакцією К. М. Амосової, Я. В. Цехмістера. — Київ: ВД «Авіцена», 2016. — 192 с.
- Tsekhmister, Ya. (2016). Fundamental principles for pre-occupational training of pupils’ youth. International scientific-practical conference « Fundamental and applied researches in social sciences: achievements, trends, perspectives», Ontario; 01/2016
- Tsekhmister, Ya. (2017). Concept for pre-occupational training in medical education: synergetics approach. III International research & training conference ‘Public health — social, educational and psychological dimensions’, Lublin; 08/2017
- Гур'янов, В. Г., Лях, Ю. Є., Парій, В. Д., Короткий, О. В., Чалий, О. В., Чалий, К. О., Цехмістер, Я. В. (2018). Посібник з біостатистики. Аналіз результатів медичних досліджень у пакеті EZR (R–statistics). Київ: Вістка.
- Tsekhmister, Ya. (2018). The Problem on Interaction within the Academic Process of Pre-University, University and Post-Graduation Training. Political Economy: Government Expenditures & Related Policies eJournal Vol 11, Issue 24, February 08, 2018
- Tsekhmister, Ya. (2018). The Upbringing of Readiness at Personality to Professional Study in Chosen Specialization at Higher Medical School. Anthropology of Education eJournal Vol 3, Issue 17, February 06, 2018
- Tsekhmister, Ya. (2018). The Process of the Future Pharmacists’ Professional Competence Formation at the Higher Medical Educational Establishments. Fundamental and Applied Researches in Practice of Leading Scientific Schools, 25(1), 70-76. Retrieved from https://farplss.org/index.php/journal/article/view/275
- Tsekhmister Yа.V. (2018). Instruments of feedback in the process of pre-professional education. ‘7th International Conference on Education (IC-ED-2018)’’ which will be held in BAU Internation/
- Tsekhmister Yа.V. (2018). The relative influence of medical practice on formation of doctor in the process of pre-professional education. 4th International Conference on Education 2018. 5th — 7th April, 2018 in Bangkok, Thailand/
- Tsekhmister, Ya. (2018). Cognitive psychology in education and management. Hamilton (Canada) ISBN 978-1-77192-433-7
- Tsekhmister, Ya. (2018). Learning environment in continuous professional education: criteria & modeling. Hamilton (Canada) ISBN 978-1-77192-432-0
- Tsekhmister, Ya. (2018). Methodology and Technology of Pedagogical Supervision. Hamilton (Canada) ISBN 978-1-77192-437-5
- Tsekhmister, Ya. (2018). The humanistic-competence paradigm of the professional development of individual in the medical lyceum. Professional competency of modern specialist: means of formation, development and improvement, 12/2018: pages 3337-350; BMT Eridia Sp. z o.o.., ISBN 978-83-950153-6-6
- Dei, M., Rudenko, O., Tsekhmister, Ya. (2018). Innovations in Science: The Challenges of Our Time. Hamilton: Accent Graphics Communications & Publishing. ISBN 978-1-77192-422-1
- Tsekhmister, Ya. (2018). The discussions of methodological approaches to pre-occupational training at lyceums as the new philosophy of medical education. P. 138—154. (Ed. Dei, M., Rudenko, O. …) Innovations in Science: The Challenges of Our Time. Hamilton: Accent Graphics Communications & Publishing. ISBN 978-1-77192-422-1
- Tsekhmister, Ya. (2018). Organizational pedagogical conditions for activity of lyceum in the structure of higher school. European vector of contemporary psychology, pedagogy and social sciences: the experience of Ukraine and the Republic of Poland, 12/2018: pages 384—407; Baltija Publishing., ISBN 978-9934-571-18-3
- Біографічний словник завідувачів кафедр та професорів: Науково-біогра-фічне видання з історичним нарисом: До 175-річчя Національного медичного університету імені О. О. Богомольця. 1841—2016; у 2 томах. Т. 2. Національний медичний університет імені О. О. Богомольця. 1921—2018 / І. М. Полякова, В. П. Шипулін, Г. Ю. Голубєва [та ін.] ; за редакцією К. М. Амосової, Я. В. Цехмістера. — Київ: ВД «Авіцена», 2018. — 560 с.
- Iserman, R., Dei, M., Rudenko, O., Tsekhmister, Ya. … (Ed.). (2019). Association agreement: driving integrational changes. Chicago: Accent Graphics Communications. ISBN 978-0-9895852-3-1
- Mozgova, H, Tsekhmister, Ya. (2019). The Metabolic and Psychological Correction of Psychosomatic Pathology for Children and Adolescents. International Journal of Advanced Biotechnology and Research (IJABR). Vol-10, Issue-1, 2019, pp505–513
- Tsekhmister, I.V, Daniliuk, I.V., Rodina, N.V., Biron, B.V., Semeniuk, N.S. (2019). Developing a stress reaction inventory for eye care workers. Journal of Ophthalmology (Ukraine) — 2019 — Number 1 (486), 39-45.

## Членство в академічних та професійних установах
- Національна академія педагогічних наук України
- Українська асоціація психології освіти та розвитку
- Академія психологічних наук України
- Європейська академія природознавства, Единбург, Шотландія
- Академія медичних освітян, Уельс, Об'єднане Королівство
- Асоціація медичної освіти Європи (AMEE), Об'єднане Королівство
- Всесвітня академія медичних наук, Український офіс, Нідерланди
- Європейський науково-індустріальний консорціум, Единбург, Шотландія
- Європейський інститут публічного здоров'я, Краків, Польща
- European Association of Health Law, Belgium
- Асоціація медичної освіти та досліджень з питань зловживання психоактивними речовинами (AMERSA), Англія та Уельс
- Міжнародне товариство стабілізації та розвитку (ISDS), Japan
- Азійська асоціація медичної освіти (AMEA), Покфулам, Гонг Конг (2018)
- Міжнародна освітня асоціація Австралії (IEAA)
- Африканська асоціація медичної освіти та досліджень
- Канадське фізичне товариство, Канада
- Всесвітня федерація ментального здоров'я, США
- Академія менеджменту, США
- Канадська асоціація медичної освіти, Канада.

## Наукові стажування і підвищення кваліфікації
- Українська медико-правова асоціація, Всеукраїнське лікарське товариство, Академія адвокатури України, Медичний центр «Ліра». Перший Всеукраїнський конгрес з медичного права та соціальної політики (2007)
- Український університет при Тендерній Палаті України. Начальний курс «Державні закупівлі в Україні» (2007)
- Європейське регіональне бюро ВОЗ, Київ. Програма «Основи доказової медицини для викладачів медичних ВНЗ» (2009)
- Навчальний центр з державних закупівель ДГВПП «Зовнішторгвидав» Міністерства економіки України «Правові та практичні аспекти державних закупівель в Україні» (2010)
- Національний медичний університет імені О. О. Богомольця. Проект HINARI Всесвітньої організації охорони здоров'я «Використання міжнародних наукових публікацій медико-психологічного профілю» (2010)
- Корпус миру Сполучених Штатів (Корпус миру США в Україні) Навчальний курс: «Розробка Академічного кодексу честі українських університетів»; «Лідерство та управління освітою: психологічні аспекти»; «Роль громадських організацій у секторі неформальної та інформальної освіти в США»; «Соціально-психологічні аспекти регіональної політики в галузі охорони здоров'я» (2010—2012)
- Каролінський Інститут. (Швеція). Міжнародний тренінговий курс з антимікробної резистентності (2011)
- Факультет підвищення кваліфікації викладачів, Національний медичний університет імені О. О. Богомольця. Тематичне удосконалення «Біомедична інженерія та сучасні технології в медичній освіті» (2012)
- Науково-видавнича група: Accent graphics communications & Journal «Fundamental and applied researches in practice of leading scientific schools». Навчальний курс: «Тенденції та перспективи когнітивних наук у навчальному просторі» (2014)
- Програма наукового стажування для провізорів. IPM Intensiv Pflegewelt, München (2015)
- Факультет підвищення кваліфікації викладачів вищих медичних навчальних закладів Інститут післядипломної освіти, Національний медичний університет імені О. О. Богомольця. Тематичне удосконалення «Зупинка серця: попередження та невідкладна допомога» (2016)
- «Американський журнал фундаментальних, прикладних і експериментальних досліджень» та громадська організація «Україна та українці за кордоном інк., Нью-йорк», Навчальний курс: «Планування та реалізація державних та наукових програм академічними спільнотами Діаспори України в США» (2016)
- Університет Данубіус, Словацька Республіка Наукове та педагогічне підвищення кваліфікації "«Інноваційні технології навчання: досвід Європейського Союзу та його впровадження у навчанні політологів, соціологів, філософів, психологів, істориків» (2016)
- Люблінський католицький університет імені Яна Павла ІІ, Польща Науково-педагогічне стажування та підвищення кваліфікації: «Здоров'язбережувальні технології та якість життя: медичні, педагогічні, соціально-психологічні виміри», «Досягнення та тенденції університетської освіти в країнах Європейського Союзу». (2017)
- Українська асоціація удосконалення та якості. Навчальний семінар «Приведення системи управління Національного медичного університету імені О. О. Богомольця у відповідність до вимог стандарту ISO 9001: 2015» (2017)
- Національна медична академія післядипломної освіти імені П. Л. Шупіка. Начальний курс: «Організація та менеджмент фармації» (2017)
- The Stanford University School of Medicine Antimicrobial Stewardship: Improving Clinical Outcomes By Optimization of Antibiotic Practices. The activity was designated for 7.00 AMA PRA Category 1 Credits (2018)
- Факультет підвищення кваліфікації викладачів вищих медичних навчальних закладів Інститут післядипломної освіти, Національний медичний університет імені О. О. Богомольця. Тематичне удосконалення «ОСКІ базовий курс» (2018)
- Університет Гуманітарних та природничих наук в Сандоміже, Польща. Науково-педагогічне стажування та колективна монографія "Європейський вектор сучасної психології, педагогіки та суспільних наук: досвід України та Республіки Польща (2018)
- Науково-видавнича група: Accent graphics communications & Journal «Fundamental and applied researches in practice of leading scientific schools». Навчальний курс: «Стандарти наукового видавництва та рецензування в Канаді та США» (2018)
- Three months long internship program (scientific counseling) at project «Innovations in Science: The Challenges of Our Time» in the volume of 3 credits (90 hours). The scientific and publishing internship «The discussions of methodological approaches to pre-occupational training at lyceums as the new philosophy of medical education» is fully carried out. Open University of Liberal Sciences (USA), Varna Free University «CHERNORIZETS HRABAR» (Bulgaria), Accent Graphics Communications & Publishing (Canada) (2018)
- Fondation Maison Des Sciences De L'Homme, L'Association pour la Promotion des Sciences et des Innovations ‘The Psychological Impact of Social Media Activity’, Paris, France (2018)
- Кафедра Публічного Здоров'я та Кафедра Психопедагогіки Родини, Інституту Наук про Родину і Соціальну Працю Люблінського Католицького Університету Іоанна Павла II. Підвищення кваліфікації «Психологічні технології в родинному консультуванні та збереженні психічного здоров'я», Люблін (2018)
- Walden University, National Board of Public Health Examiners Health Care Screening for Hidden Issues: Domestic Violence and Abuse in a learning managed on line format total CPH Recertification credits earned: 2.0 (2018)
- UNSW Sydney (The University of New South Wales) Learning to Teach Online (2018)
- The Stanford University School of Medicine. CSI: ME Case Studies in Medical Errors. The activity was designated for 1.25 AMA PRA Category 1 Credits. (January 2019)
- The Stanford University School of Medicine. Locating and Using Medical Information in the Digital Age. The activity was designated for 1.50 AMA PRA Category 1 Credits. (May 2019)

## Нагороди та відзнаки
- Заслужений працівник освіти України
- Почесна Грамота Верховної Ради України
- Медаль Верховної Ради України «10 років незалежності України»
- Почесна Грамота Кабінету Міністрів України
- Почесна грамота Міністерства освіти і науки України
- Почесна грамота Міністерства охорони здоров'я України
- Почесна відзнака «Знак Пошани» Київського міського Голови
- Почесна Грамота Київського міського Голови
- Лауреат премії для молодих вчених НАН України в галузі фізики за цикл наукових робіт присвячених явищам самоорганізації у моделях різної природи
- Почесний доктор Оксфордського академічного союзу в галузі медичної освіти, Оксфорд, Об'єднане Королівство
- Почесний доктор Європейського інституту публічного здоров'я, Краків, Польща
- Медаль Виготського і Золота медаль, започатковані, «Fundamental and applied researches in practice of leading scientific schools» & наукового видавництва Accent Graphics Communications, Канада
- Ісак Ньютон, Золота медаль, Единбург, Шотландія
- Вчений року — 2015, Академічний союз, Оксфорд, Об'єднане Королівство
- Нагорода Ярослава Мудрого АН ВО України
- Медаль Петра Могили МОН України
- Відзнака «Гордість медицини України» Українського медичного клубу.
- Грамота за надання медичної допомоги пораненим учасникам АТО підрозділів Десна та Айдар Єдиного народного казначейства

## Захоплення
Займався фехтуванням, п'ятиборством, стендовою стрільбою у Спортивному клубі армії (виконав нормативи КМС). Хобі — література, плавання на великі відстані, подорожі.